# 巴哈作品目錄
巴哈作品目錄（德語：Bach-Werke-Verzeichnis，缩写：BWV），意譯即“约翰·塞巴斯蒂安·巴赫的作品號碼”，是巴赫眾多作品的一種分類法。

## 緣起
此分類法源於沃尔夫冈-斯密德（Wolfgang Schmieder）完成於1950年的巴赫作品分類目錄。此分类的依据是作品的体裁，而非其创作年代。真正的編輯鼓吹者是費利克斯·孟德爾頌·巴托爾第
需要注意的是，目錄中，單個編號所標記作品的體量不盡相同，有的作品用一分鐘就能完整演奏，而有的作品演奏時長動輒超過兩個鐘頭，但這兩者在BWV目錄上的地位卻是平等的。此外，隨著幾十年來的不斷研究，BWV當中的少部分作品已被推定非巴哈所作，故BWV並不直接等同於巴哈全作品。
此分類法亦被應用在其他作曲家方面，尤其常見於私人出版較不盛行的巴洛克時代的作曲家作品，如：韓德爾（H[ändel]WV）、泰雷曼（T[elemann]WV）、盧利（L[ully]WV）等人的創作。

## 分類

### 頌讚曲
也稱清唱劇（Cantata）
- 教會清唱劇（Geistliche Cantata）（BWV 1–200）
- 世俗清唱劇（Weltliche Cantata）（BWV 201–216），包括咖啡清唱劇（BWV 211）
- 作者不詳的清唱劇（Zweifelhafte Cantata）（BWV 217–224）

### 大型合唱宗教作品
- 經文歌（Motet）（BWV 225–231）
- b小調彌撒曲（h-Moll-Mass）（BWV 232）
- 四闋短彌撒（Missa Brevis）（BWV 233–236）
- 五首聖哉經和一首垂憐經（Sanctus, Christe eleison）（BWV 237–242）
- 聖母讚主曲（Magnificat）（BWV 243）
- 馬太受難曲（Matthäuspassion）（BWV 244）
- 約翰受難曲（Johannespassion）（BWV 245）
- 路加受難曲（Lukaspassion）（BWV 246），大部分非巴赫所譜寫
- 馬可受難曲（Markuspassion）（BWV 247），文本留存但樂譜散佚，部分被重建
- 聖誕神劇（Weihnachtsoratorium）（BWV 248），為六闋康塔塔所組成
- 復活節神劇（Osteroratorium）（BWV 249）

### 众赞歌
又名「四聲部聖詠」（Vierstimmige Choräle）
- 婚禮聖詠（Choräle zu Trauungen）（BWV 250–252）
- 186首聖詠（BWV 253–438）

### 歌曲與詠嘆
- 出自謝梅利歌本（Schemelli-Gesangbuch）（BWV 439–507）
- 出自安娜的筆記本（Zweites Notenbuch für Anna Magdalena Bach）（BWV 508–518）

### 管风琴音乐
- 三重奏鳴曲（Triosonaten）（BWV 525–530）
- 前奏、觸技、幻想曲等等與賦格的組合作品（BWV 531–582）包含著名的Passacaglia (BWV582)
- 三重奏（Trios）（BWV 583–586）
- 雜集（BWV 587–590）
- 改編自其他作曲家的協奏曲（Orgelbearbeitungen）（BWV 592–597）
- 踏板練習曲（Pedal-Exercitium）（BWV 598）
- 聖詠前奏曲（Choralvorspiele）（BWV 599–771）

### 键盘音乐
- 二聲部與三聲部創意曲（Zwei- und dreistimmige Invention）（BWV 772–801）
- 四首二重奏（BWV 802–805）
- 英國組曲（Englische Suite）（BWV 806–811）
- 法国组曲（Französische Suite）（BWV 812–817）
- 雜組曲（BWV 818–824）
- 六首組曲（six Partita）（BWV 825–830）
- 法式風格組曲（Ouverture im französischen Stil）（BWV 831）
- 組曲與多首組曲樂章（BWV 832–845）
- 平均律鍵盤曲集（Wohltemperiertes Klavier）（BWV 846–893），共兩冊，各24首
- 前奏、賦格、觸技與幻想曲（BWV 894–923）
- 九首小前奏曲（BWV 924–932），出自給W. F. 巴赫的鍵盤筆記本（Klavierbüchlein für W. F. Bach）
- 六首小前奏曲（BWV 933–938）
- 五首小前奏曲（BWV 939–943）
- 賦格與小賦格曲（BWV 944–962）
- 奏鳴曲與奏鳴曲樂章（BWV 963–970）
- 義大利協奏曲（Italy Concerto）（BWV 971）
- 改編自其他作曲家的協奏曲（BWV 972–987）
- 哥德堡變奏曲（Goldberg-Variations）（BWV 988）
- 式詠嘆變奏曲（Aria variata alla maniera italiana）（BWV 989）
- 雜集（990–994）

### 鲁特琴音乐
包括組曲、前奏曲、賦格（BWV 995–1000）

### 室内乐
- 無伴奏小提琴奏鳴曲與組曲（Sonaten und Partiten für Violine solo, BWV 1001–1006）
- 無伴奏大提琴組曲（Cello-Suiten, BWV 1007–1012）
- 無伴奏長笛組曲（Partita für Flöte solo, BWV 1013）
- 為小提琴和大鍵琴的奏鳴曲（BWV 1014–1019）
- 為小提琴和其伴奏樂器的作品（Einzelne Werke für Violine und Cembalo oder Continuo, BWV 1021–1026）
- 為古大提琴（Viola da gamba）和大鍵琴的奏鳴曲（BWV 1027–1029）
- 為木管（Flötensonaten）和鍵盤樂器的奏鳴曲（BWV 1030–1035）
- 三重奏鳴曲（BWV 1036–1040）[a]

### 管弦乐
| 作品號 | 調性   | 配器                      | 作曲時間 | 備註                           |
| ------ | ------ | ------------------------- | -------- | ------------------------------ |
| 1041   | A小調  | Solo vn, str, b.c.        |          |                                |
| 1042   | E大調  | Solo vn, str, b.c.        |          |                                |
| 1043   | D小調  | 2 solo vn, str, b.c.      |          |                                |
| 1044   |        |                           |          | Tripelkonzert                  |
| 1045   |        |                           |          | 遺失的康塔塔之序曲（Sinfonia） |
| 1046   | F大調  |                           |          | 布蘭登堡第1號                  |
| 1047   | F大調  |                           |          | 布蘭登堡第2號                  |
| 1048   | G大調  | Str, b.c.                 |          | 布蘭登堡第3號                  |
| 1049   | G大調  | Solo vn, 2 rec, str, b.c. |          | 布蘭登堡第4號                  |
| 1050   | D大調  |                           |          | 布蘭登堡第5號                  |
| 1051   | B♭大調 |                           |          | 布蘭登堡第6號                  |
| 1052   | D小調  | Cembalo, str, b.c.        |          |                                |
| 1053   | E大調  | Cembalo, str, b.c.        |          |                                |
| 1054   | D大調  | Cembalo, str, b.c.        |          |                                |
| 1055   | A大調  | Cembalo, str, b.c.        |          |                                |
| 1056   | F小調  | Cembalo, str, b.c.        |          |                                |
| 1057   | F大調  | Cembalo, str, b.c.        |          |                                |
| 1058   | G小調  | Cembalo, str, b.c.        |          |                                |
| 1059   | D小調  |                           |          | 殘篇                           |
| 1060   | C小調  | 2 Cembali, str, b.c.      |          | 學者認為改編自已散迭的作品     |
| 1061   | C大調  | 2 Cembali, str, b.c.      |          |                                |
| 1062   | C小調  | 2 Cembali, str, b.c.      |          |                                |
| 1063   | D小調  | 3 Cembali, str, b.c.      |          |                                |
| 1064   | C大調  | 3 Cembali, str, b.c.      |          |                                |
| 1065   | A小調  | 4 Cembali, str, b.c.      |          |                                |
| 1066   | C大調  |                           |          |                                |
| 1067   | B小調  |                           |          |                                |
| 1068   | D大調  |                           |          |                                |
| 1069   | D大調  |                           |          |                                |
| 1070   | G小調  |                           |          | 組曲                           |
| 1071   |        |                           |          | 見BWV 1046a                    |

### 卡农和赋格曲
- 卡農（散）（BWV 1072–1078）
- 音乐的奉献（Das Musikalische Opfer）（BWV 1079）
- 賦格的藝術（The Art of Fugue）（BWV 1080）

### 其他
- 附加作品（BWV 1081–1126）
- 附加作品（21世紀增添）（BWV 1127以後）

### 書籍
- 樋口隆一等. . 由林勝儀翻译. 音樂之友社. 2000. ISBN 957-8442-48-3.